# Baunetz
Baunetz (Eigenschreibweise BauNetz) ist eine deutschsprachige Online-Publikation für Architektur mit Sitz in Berlin, die seit 1996 erscheint. Im Mittelpunkt stehen tägliche Nachrichten aus der internationalen Architekturwelt.

## Geschichte
Gegründet wurde Baunetz 1996 als Bau-Plattform unter dem Dach der Bertelsmann Fachinformation. Gründungs-Chefredakteur war Benedikt Hotze. In den folgenden Jahren hat sich Baunetz zunehmend auf die Zielgruppe der Architekten und Planer fokussiert. Heute gehört das Unternehmen zu Infopro Digital mit Sitz in Paris.
2018 verzeichnete Baunetz nach IVW-geprüften Angaben im Monatsdurchschnitt über 1 Million Besuche und gut 10 Millionen Seitenabrufe.

## Inhalte
Täglich um 15:30 Uhr berichtet die Baunetz-Redaktion auf der Website und über den täglichen Newsletter über interessante Gebäude, Veranstaltungen, Publikationen, Wettbewerbe und Debatten. Zu den weiteren Inhalten gehören Wettbewerbsauslobungen, Büroprofile, Interviews, ein Stellenmarkt, das PDF-Magazin BaunetzWOCHE, der Bereich Rechtsprechung, Hersteller-Informationen und ein Büroranking. 
BauNetz ist Herausgeber der englischsprachigen Online-Plattform uncube.

## Baunetz Wissen
Baunetz Wissen ist ein frei zugängliches Online-Fachlexikon vom Architekturmagazin BauNetz, welches zusammen mit externen Fachautoren realisiert wird. Neben der Baunetz Wissen Redaktion, veröffentlichen als Fachautoren u. a. Architekten, Fachplaner, Lehrbeauftragte, Institutsangehörige und universitäre Mitarbeiter. Der Inhalt von Baunetz Wissen ist herstellerneutral.
Das Lexikon stellt Fachinformationen für Architekten, Planer und andere am Bau Beteiligte zur Verfügung und umfasst rund 30 Themenportale: zu unterschiedlichen Materialien, Bauweisen oder der technischen Gebäudeausrüstung.

## Baunetz-Ranking
Baunetz veröffentlicht regelmäßig das Baunetz-Ranking.  
Bei dem Ranking wird die architektonische und die baukünstlerische Bedeutung der Büros in Zahlen gefasst und in einen Punkteschlüssel übersetzt. Dazu wird deren Veröffentlichungshäufigkeit in renommierten Fachzeitschriften ausgewertet.
Dabei werden (Stand 2015) für das nationale Ranking Umfang und Häufigkeit von Veröffentlichungen in sechs deutschen Fachzeitschriften Bauwelt, Baumeister, DBZ – Deutsche Bauzeitschrift, db, Detail und  Wettbewerbe Aktuell. Zudem werden sechs ausländischen Publikationen (The Architectural Review, a+u, architektur.aktuell, Werk, Bauen + Wohnen, domus) ausgewertet.